# Pan Pfeiffer
Eberhard „Pan“ Pfeiffer (* 16. Juli 1902 in Tübingen als Eberhard Adolf Pfeiffer; † 24. September 1973 in Ulm) war ein deutscher Kunstmaler. Den Künstlernamen „Pan“ Pfeiffer legte er sich später in der Ausübung der Berufe als Kunstmaler, Porträtist, Bildhauer und Fotograf zu.

## Kindheit

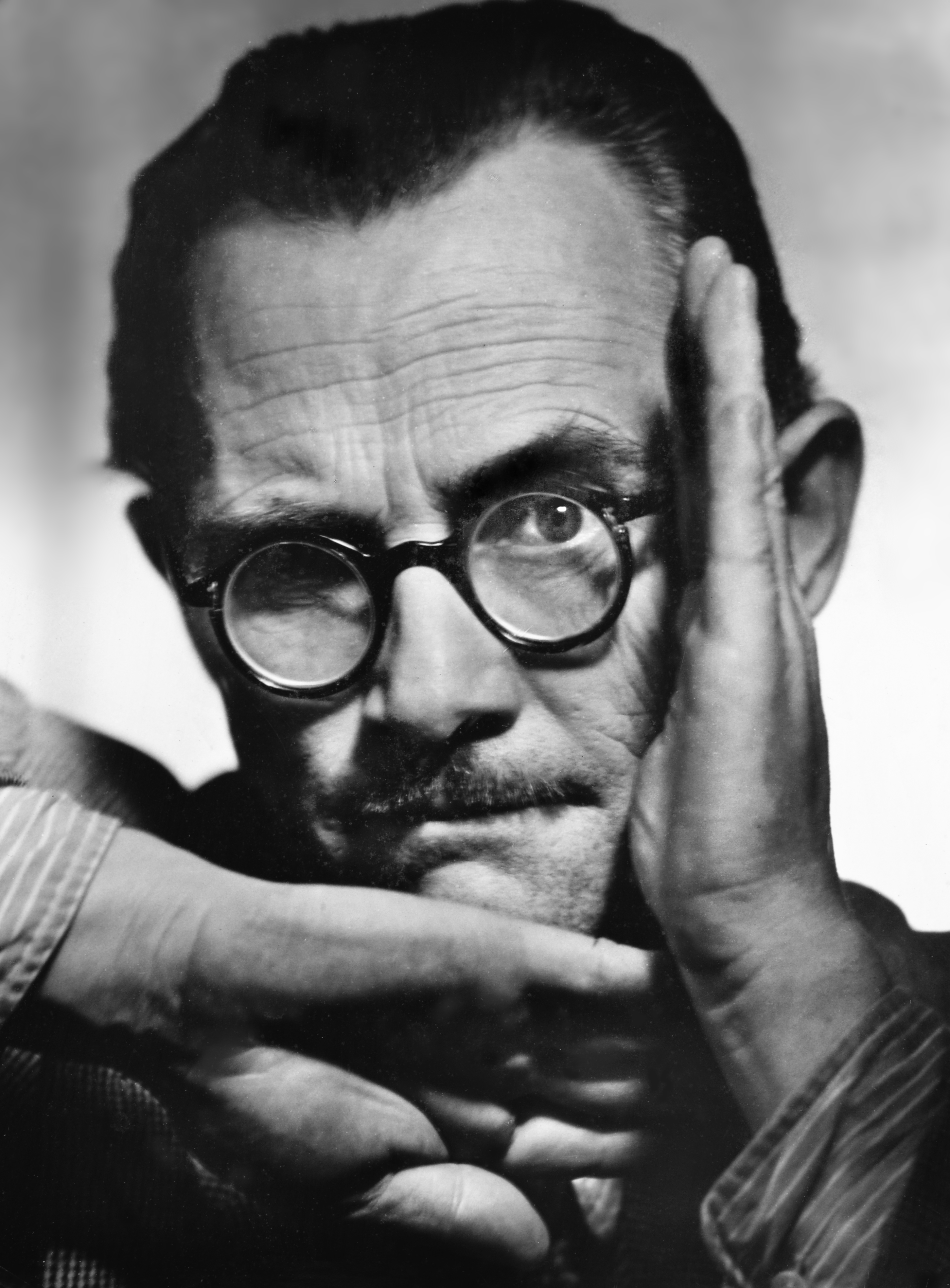
Porträt Pan Pfeiffer. Foto: Albert Wilhelm Pfeiffer

Pan Pfeiffer war das zweite Kind des Fotografenmeisters Albert Heinrich Pfeiffer und seiner Frau Wilhelmine Karoline (geb. Walker). Pan Pfeiffer hatte einen älteren Bruder und zwei jüngere Geschwister: Albert Wilhelm Pfeiffer, Charlotte Pfeiffer und Hellmut Pfeiffer. Sein Bruder Hellmut Pfeiffer starb bereits im Kindesalter.
1905 zog die Familie von Tübingen nach Ulm, wo sein Vater in der König-Wilhelm-Straße 1 ein Haus erwarb und ein Fotoatelier eröffnete. Zum damaligen Zeitpunkt war Ulm eine Garnisonstadt, was der Familie Pfeiffer gute Einkommensmöglichkeiten mit Garnisons,- Kompanie- und Porträt-Fotografien eröffnete. Pfeiffer und seine Geschwister wuchsen in gut situierten, bürgerlichen Verhältnissen auf.
Die Kriegsjahre des Ersten Weltkriegs zogen die Einberufung des Vaters nach sich und die vorübergehende Schließung des Foto-Ateliers.
Nachdem der Vater als Familienversorger ausgefallen war, beschäftigten sich Pan und sein Bruder Albert Wilhelm mit der Fotografie in der Praxis. Pan kam mit dem bildhaften Gestalten und dem Porträtieren erstmals direkt in Berührung. Später zog es Pan Pfeiffer mehr in die Richtung der freien Gestaltung mit Zeichnen und Malen.

## Akademische Ausbildung

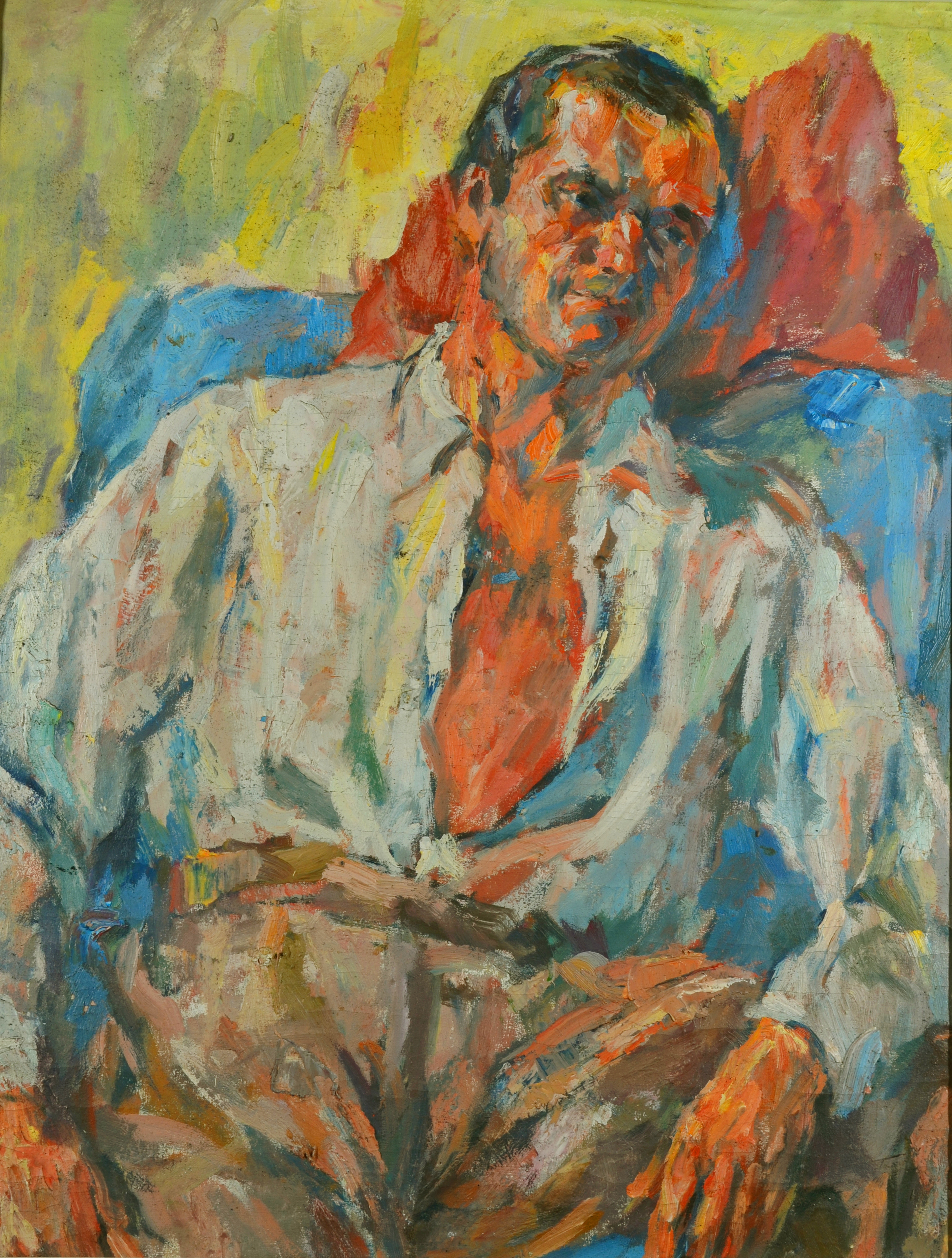
Ölgemälde von Pan Pfeiffer. Mann mit weißem Hemd

Nach der Schulausbildung ging Pan Pfeiffer nach München, um an der Akademie der Bildenden Künste München Malerei zu studieren. Durch die akademischen Kontakte mit Künstlern des Expressionismus waren seine Gemälde aus dieser Zeit ebenfalls vom Expressionismus geprägt. Die Nähe zur Bohème-Szene in München entsprach seinem Naturell und er entschloss sich, sich ganz der Malerei zuzuwenden.

## Zwischenkriegszeit
Die schlechte Versorgungslage in München und der aufkommende Nationalsozialismus haben Pan Pfeiffer veranlasst, wieder nach Ulm in das elterliche Foto-Atelier zurückzukehren.

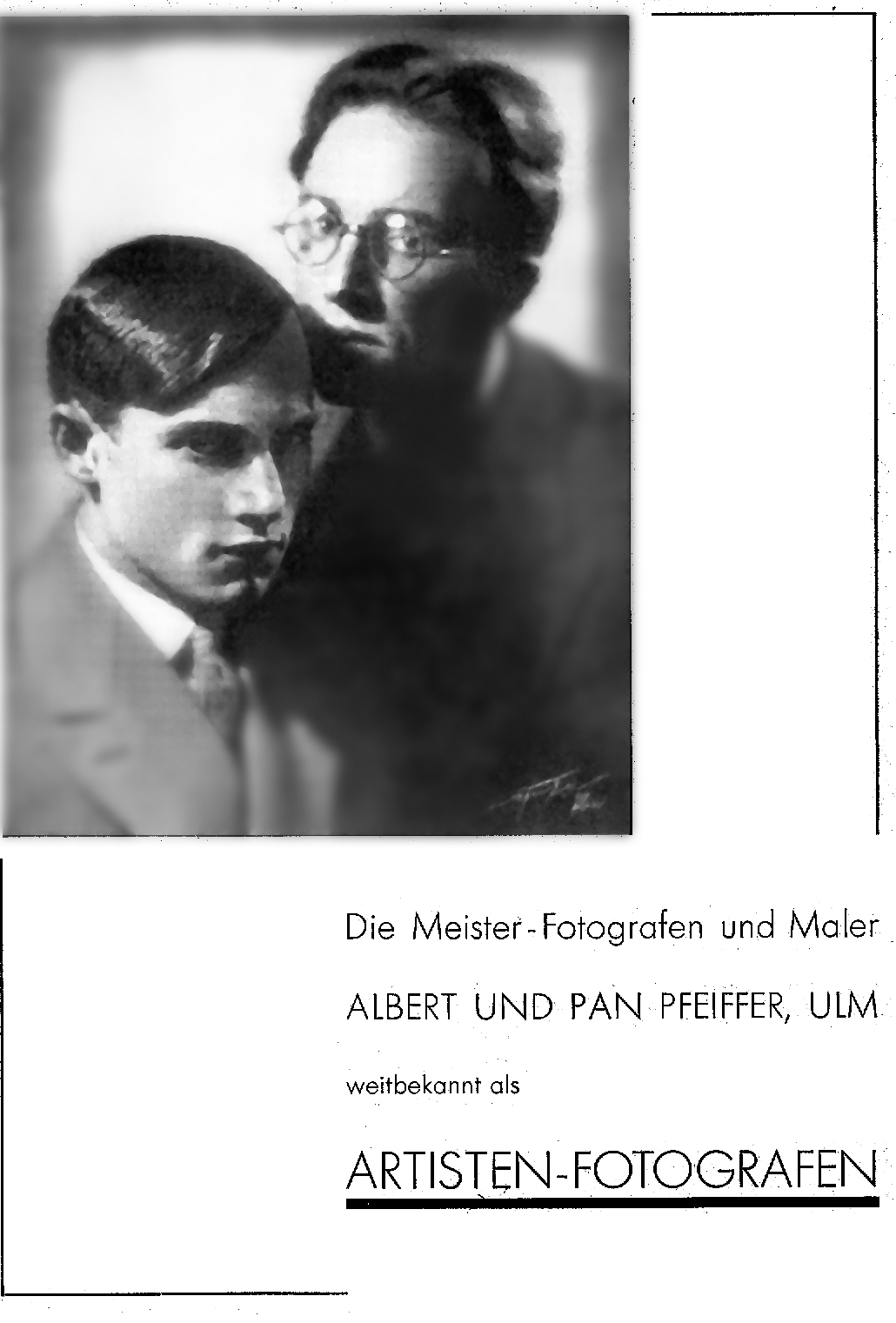
Zeitschriften-Anzeige: Die Künstler-Brüder Pfeiffer

Als Duo, zusammen mit seinem Bruder Albert Wilhelm Pfeiffer, profilierte er sich als Kunstmaler, während sein Bruder als künstlerischer Porträtfotograf das elterliche Fotoatelier weiterführte. Beide Brüder waren kunstinteressiert und suchten die Nähe zum Theater und der Varieté-Szene.
Pan Pfeiffers Lebensstil entsprach zu dieser Zeit dem eines Lebemannes mit sonntäglichen Ausritten, literarischen Zirkeln, extravaganter Kleidung und dem ersten eigenen Motorrad.

## Militärzeit
Pan Pfeiffer leistete seinen Militärdienst im Zweiten Weltkrieg in Frankreich ab und war durch sein Mal- und Zeichentalent für Porträts, Karikaturen und als Schnellzeichner in Offizier-Casinos ein gern gesehener Programmgast.

## Weiteres Leben
Nach dem Krieg war Pan Pfeiffer in dem Dorf Seißen, bei Blaubeuren, gemeldet.
Anfang der 1960er Jahre zog Pan Pfeiffer wieder nach Ulm.
Sein Leben war immer wieder von Schwierigkeiten und wirtschaftlichen Notlagen gezeichnet. Er hielt sich als freier Kunstmaler mit Auftrags- und Gelegenheitsarbeiten über Wasser. Öfters vermittelten ihm seine Verwandten Aufträge für Ölgemälde.
Am 24. September 1973 wurde Pan Pfeiffer in seinem Zimmer in einer Pension in Ulm-Söflingen tot aufgefunden. Er starb verarmt und mittellos.

## Privates
Pan Pfeiffer war zwei Mal verheiratet. Aus der ersten Ehe gingen die Kinder: Brigitte Luise Pfeiffer (* 23. Dezember 1930) und Eberhard Albert Pfeiffer (* 7. Januar 1932) hervor. Aus der zweiten Ehe entstammen die Kinder Edeltraud Pfeiffer (* 1. Januar 1938), Rosamunde Pfeiffer (* 3. Dezember 1940), Peter Pfeiffer (* 13. Juni 1943) und Ingrid Pfeiffer (* 23. April 1947). Die beiden Ehen zerbrachen nach wenigen Jahren.

## Werke
Zu dieser Zeit waren echte Ölgemälde in der Bildungsbügerschicht ein beliebtes Statussymbol. Pan Pfeiffer erkannte die wachsende Nachfrage von Ölgemälden nach bekannten Vorlagen im aufkommenden deutschen Wirtschaftswunder der 1960er Jahre. Er bediente seine Auftraggeber mit Interpretationen im Stil bekannter Maler wie z. B. Kandinsky, Briggs oder Roloff etc.

## Malstil
Bei Gemälden von Pan Pfeiffer ist es schwierig, vom Malstil auf den Künstler zu schließen. Seine Werke sind unterschiedlich oder zuweilen auch überhaupt nicht signiert. Die Bandbreite von Pan Pfeiffers Malstilen, reicht von der derb-bäuerlichen Malerei über Stillleben, Lüftl-Malerei an Fassaden, Landschaften bis hin zu expressionistischen Porträts. Die angewandten Techniken sind ebenfalls unterschiedlich, wie z. B. Kohle, Rötel, Pastell, Aquarell und Ölfarbe. Pfeiffer verwendete sehr unterschiedliche Maluntergründe: Leinwand, Sackrupfen, Papier, Holzplanken, Faserplatten, Packpapier und in der Nachkriegszeit sogar alte Mehlsäcke.
Pan Pfeiffer betätigte sich auch als Bildhauer und schuf einige Tonskulpturen.